# 外青岚湖
外青岚湖是一个位于中国江西省南昌市进贤县的湖泊，面积约为42平方千米，平均水深约为1.6米。